# Hodthorpe
 (mars 2023).
Hodthorpe est un village du Derbyshire, en Angleterre.